# Список Героев Советского Союза (Модин — Москалёв)
В настоящем списке представлены в алфавитном порядке все Герои Советского Союза, чьи фамилии начинаются с буквы «М» (всего 943 человека, из них девять удостоены звания дважды). Список содержит даты Указов Президиума Верховного Совета СССР о присвоении звания, информацию о роде войск, должности и воинском звании Героев на дату представления к присвоению звания Героя Советского Союза, годах их жизни.
Ударения в фамилиях Героев приведены по книге «Герои Советского Союза: Краткий биографический словарь / Пред. ред. коллегии И. Н. Шкадов. — М.: Воениздат, 1988. — Т. 2 /Любов — Ящук/. — 863 с. — 100 000 экз. — ISBN 5-203-00536-2.».
- Персиковым цветом  в таблице выделены Герои, удостоенные звания дважды и более раз.
- Серым цветом  в таблице выделены Герои, представленные к званию посмертно.

| Навигационная таблица | Навигационная таблица              |
| --------------------- | ---------------------------------- |
| «М»                   | Магерамов Мелик — Малка Иван       |
| «М»                   | Малков Георгий — Марков Александр  |
| «М»                   | Марков Алексей — Матросов Алексей  |
| «М»                   | Матросов Вадим — Мельнов Иван      |
| «М»                   | Меляков Василий — Миронов Леонид   |
| «М»                   | Миронов Михаил — Могильчак Иван    |
| «М»                   | Модин Борис — Москалёв Николай     |
| «М»                   | Москаленко Георгий — Мячин Василий |

| № п/п | Фамилия Имя Отчество                                                   | Дата Указа            | Род войск    | Должность | Звание                               | Годы жизни                                 | БС ГС НЛ                        |
| ----- | ---------------------------------------------------------------------- | --------------------- | ------------ | --- | ------------------------------------ | ------------------------------------------ | ------------------------------- |
| 696   | Мо́дин Борис Фёдорович                                                  | 16.05.1944            | инженер      | командир 344-го отдельного сапёрного батальона 318-й стрелковой дивизии Отдельной Приморской армии | майор                                | 19.05.1920 — 07.12.1943                    | [ БС 1 ] [ ГС 1 ] [ НЛ 1 ]      |
| 697   | Можа́ев Николай Васильевич                                              | 03.06.1944            | пехота       | командир батальона 372-го стрелкового полка 218-й стрелковой дивизии 47-й армии Воронежского фронта | капитан                              | 18.12.1919 — 29.07.1944                    | [ БС 1 ] [ ГС 2 ] [ НЛ 2 ]      |
| 698   | Може́йко Павел Викторович бел. Мажэйка Павел Віктаравіч                 | 29.06.1945            | авиация      | командир эскадрильи 525-го штурмового авиационного полка 227-й штурмовой авиационной дивизии 8-го штурмового авиационного корпуса 8-й воздушной армии 4-го Украинского фронта                                                                                                  | майор                                | 28.12.1911 — 19.01.1987                    | [ БС 1 ] [ ГС 3 ] [ НЛ 3 ]      |
| 699   | Може́нко Филипп Устинович укр. Моженко Пилип Устинович                  | 24.03.1945            | пехота       | командир батальона 1077-го стрелкового полка 316-й стрелковой дивизии 46-й армии 2-го Украинского фронта | капитан                              | 05.09.1911 — 12.10.1986                    | [ БС 1 ] [ ГС 4 ] [ НЛ 4 ]      |
| 700   | Можие́вский Иван Елисеевич                                              | 10.04.1945            | пехота       | командир роты 10-го гвардейского стрелкового полка 6-й гвардейской стрелковой дивизии 13-й армии 1-го Украинского фронта | гвардии старший лейтенант            | 16.12.1911 — 25.09.1982                    | [ БС 1 ] [ ГС 5 ] [ НЛ 5 ]      |
| 701   | Мозгалёв Алексей Павлович                                              | 29.10.1943            | артиллерия   | командир расчёта 82-миллиметрового миномёта миномётной роты 529-го стрелкового полка 163-й стрелковой дивизии 38-й армии Воронежского фронта | сержант                              | 16.11.1924 — 13.02.1976                    | [ БС 1 ] [ ГС 6 ] [ НЛ 6 ]      |
| 702   | Мозгово́й Иван Остапович укр. Мозговий Іван Остапович                   | 24.03.1945            | танкист      | командир танка 44-го гвардейского танкового полка 8-й гвардейской механизированной бригады 3-го гвардейского механизированного корпуса 3-го Белорусского фронта | гвардии лейтенант                    | 14.10.1923 — 27.11.2004                    | [ БС 1 ] [ ГС 7 ] [ НЛ 7 ]      |
| 703   | Мозжа́ров Иван Иванович                                                 | 03.06.1944            | танкист      | механик-водитель танка Т-34 208-го танкового батальона 22-й гвардейской танковой бригады 5-го гвардейского танкового корпуса Воронежского фронта | гвардии старшина                     | 15.11.1915 — 06.02.1958                    | [ БС 2 ] [ ГС 8 ] [ НЛ 8 ]      |
| 704   | Мозже́рин Степан Фёдорович                                              | 10.04.1945            | пехота       | командир взвода 996-го стрелкового полка 286-й стрелковой дивизии 59-й армии 1-го Украинского фронта | лейтенант                            | 28.12.1911 — 15.02.1945                    | [ БС 3 ] [ ГС 9 ] [ НЛ 9 ]      |
| 705   | Моисе́ев Александр Петрович                                             | 24.03.1945            | инженер      | командир отделения сапёрного взвода 95-го гвардейского стрелкового полка 31-й гвардейской стрелковой дивизии 11-й гвардейской армии 3-го Белорусского фронта | гвардии сержант                      | 15.06.1920 — 02.10.1987                    | [ БС 3 ] [ ГС 10 ] [ НЛ 10 ]    |
| 706   | Моисе́ев Иван Григорьевич                                               | 10.04.1945            | артиллерия   | командир орудия 380-го лёгкого артиллерийского полка 200-й отдельной лёгкой артиллерийской бригады 4-й танковой армии 1-го Украинского фронта | младший сержант                      | 1914 — 21.03.1945                          | [ БС 3 ] [ ГС 11 ] [ НЛ 11 ]    |
| 707   | Моисе́ев Иван Тимофеевич                                                | 24.03.1945            | пехота       | командир батальона 619-го стрелкового полка 203-й стрелковой дивизии 53-й армии 2-го Украинского фронта | капитан                              | 16.08.1910 — 12.02.1976                    | [ БС 3 ] [ ГС 12 ] [ НЛ 12 ]    |
| 708   | Моисе́ев Николай Матвеевич                                              | 15.01.1944            | артиллерия   | командир орудия взвода 45-миллиметровых пушек 218-го гвардейского стрелкового полка 77-й гвардейской стрелковой дивизии 61-й армии Центрального фронта | гвардии ефрейтор                     | 09.05.1901 — 08.10.1979                    | [ БС 3 ] [ ГС 13 ] [ НЛ 13 ]    |
| 709   | Моисе́ев Николай Семёнович                                              | 22.07.1944            | артиллерия   | командир батареи 94-й тяжёлой гаубичной артиллерийской бригады 21-й артиллерийской дивизии прорыва РГК в составе 6-й гвардейской армии 1-го Прибалтийского фронта | капитан                              | 05.12.1918 — 22.04.1993                    | [ БС 3 ] [ ГС 14 ] [ НЛ 14 ]    |
| 710   | Моисе́ев Олег Владимирович                                              | 15.05.1946            | авиация      | командир звена 175-го гвардейского штурмового авиационного полка 11-й гвардейской штурмовой авиационной дивизии 16-й воздушной армии 1-го Белорусского фронта | гвардии старший лейтенант            | 24.07.1922 — 25.11.2005                    | [ БС 3 ] [ ГС 15 ] [ НЛ 15 ]    |
| 711   | Моисе́евский Александр Гаврилович                                       | 06.04.1945            | генерал      | командир 312-й стрелковой дивизии 8-й гвардейской армии 1-го Белорусского фронта | генерал-майор                        | 18.10.1902 — 18.03.1971                    | [ БС 4 ] [ ГС 16 ] [ НЛ 16 ]    |
| 712   | Моисе́енко Анатолий Степанович укр. Мойсеєнко Анатолій Степанович       | 23.02.1945            | авиация      | командир звена 62-го штурмового авиационного полка 233-й штурмовой авиационной дивизии 4-й воздушной армии 2-го Белорусского фронта | лейтенант                            | 24.08.1922 — 30.06.1995                    | [ БС 5 ] [ ГС 17 ] [ НЛ 17 ]    |
| 713   | Моисе́енко Василий Тарасович укр. Мойсеєнко Василь Тарасович            | 27.06.1945            | кавалерия    | командир расчёта станкового пулемёта 7-го гвардейского кавалерийского полка 2-й гвардейской кавалерийской дивизии 1-го гвардейского кавалерийского корпуса 1-го Украинского фронта                                                                                             | гвардии старший сержант              | 1908 — 29.04.1945                          | [ БС 5 ] [ ГС 18 ] [ НЛ 18 ]    |
| 714   | Моисе́енко Владимир Григорьевич                                         | 14.09.1945            | морской флот | электрик фрегата № 34 бригады сторожевых кораблей Тихоокеанского флота | краснофлотец                         | 26.07.1926 — 27.08.1973                    | [ БС 5 ] [ ГС 19 ] [ НЛ 19 ]    |
| 715   | Моисе́енко Григорий Яковлевич                                           | 05.05.1942            | комиссар     | комиссар батальона 940-го стрелкового полка 262-й стрелковой дивизии 39-й армии Калининского фронта | политрук                             | 16.05.1907 — 26.02.1942                    | [ БС 5 ] [ ГС 20 ] [ НЛ 20 ]    |
| 716   | Моисе́енков Григорий Петрович                                           | 18.12.1956            | пехота       | начальник снабжения горючим и смазочными материалами 315-го гвардейского стрелкового полка 128-й гвардейской стрелковой дивизии 38-й армии Прикарпатского военного округа | гвардии капитан                      | 22.03.1915 — 30.10.1956                    | ——                              |
| 717   | Мо́йзых Евгений Антонович бел. Мойзых Яўген Антонавіч                   | 24.03.1945            | пехота       | командир пулемётного взвода 1336-го стрелкового полка 319-й стрелковой дивизии 22-й армии 2-го Прибалтийского фронта | старший лейтенант                    | 20.12.1903 — 10.08.1944                    | [ БС 5 ] [ ГС 22 ] [ НЛ 21 ]    |
| 718   | Мокри́нский Алексей Семёнович                                           | 23.10.1943            | пехота       | стрелок 835-го стрелкового полка 237-й стрелковой дивизии 40-й армии Воронежского фронта | красноармеец                         | 1907 — 22.10.1943                          | [ БС 5 ] [ ГС 23 ] [ НЛ 22 ]    |
| 719   | Мокроу́сов Иван Тимофеевич                                              | 15.01.1944            | пехота       | автоматчик роты автоматчиков 114-го гвардейского стрелкового полка 37-й гвардейской стрелковой дивизии 65-й армии Центрального фронта | красноармеец                         | 04.08.1919 — 10.11.1972                    | [ БС 6 ] [ ГС 24 ] [ НЛ 23 ]    |
| 720   | Мо́крый Николай Никитович укр. Мокрий Микола Микитович                  | 17.10.1943            | артиллерия   | командир отделения разведки батареи 200-го гвардейского лёгкого артиллерийского полка 3-й гвардейской лёгкой артиллерийской бригады 1-й гвардейской артиллерийской дивизии РГК в составе 60-й армии Центрального фронта                                                        | гвардии ефрейтор                     | 15.09.1919 — 06.04.1944                    | [ БС 7 ] [ ГС 25 ] [ НЛ 24 ]    |
| 721   | Мо́ксин Пётр Васильевич                                                 | 29.06.1945            | пехота       | командир батальона 492-го стрелкового полка 199-й стрелковой дивизии 49-й армии 2-го Белорусского фронта | майор                                | 14.06.1920 — 31.03.1945                    | [ БС 7 ] [ ГС 26 ] [ НЛ 25 ]    |
| 722   | Молдаба́ев Ережепбай каз. Молдабаев Ережепбай                           | 23.09.1944            | пехота       | стрелок 545-го стрелкового полка 389-й стрелковой дивизии 3-й гвардейской армии 1-го Украинского фронта | младший сержант                      | 1925 — 07.08.1944                          | [ БС 7 ] [ ГС 27 ] [ НЛ 26 ]    |
| 723   | Молдагали́ев Жангас каз. Молдағалиев Жанғазы Әкімұлы                    | 19.03.1944            | пехота       | командир роты 120-го гвардейского стрелкового полка 39-й гвардейской стрелковой дивизии 8-й гвардейской армии 3-го Украинского фронта | гвардии лейтенант                    | 07.06.1917 — 01.11.1943                    | [ БС 7 ] [ ГС 28 ] [ НЛ 27 ]    |
| 724   | Молдагу́лова Алия Нурмухамбетовна каз. Молдағұлова Әлия Нұрмухамбетқызы | 04.06.1944            | пехота       | снайпер 54-й отдельной стрелковой бригады 22-й армии 2-го Прибалтийского фронта | ефрейтор                             | 25.10.1925 — 14.01.1944                    | [ БС 7 ] [ ГС 29 ] [ НЛ 28 ]    |
| 725   | Мо́лев Александр Осипович                                               | 26.10.1944            | авиация      | командир эскадрильи 33-го гвардейского штурмового авиационного полка 3-й гвардейской штурмовой авиационной дивизии 1-го смешанного авиационного корпуса 6-й воздушной армии 1-го Белорусского фронта                                                                           | гвардии старший лейтенант            | 15.08.1921 — 08.07.1944                    | [ БС 8 ] [ ГС 30 ] [ НЛ 29 ]    |
| 726   | Мо́лев Николай Георгиевич                                               | 29.06.1945            | пехота       | автоматчик 1-й отдельной моторизированной разведывательной роты разведывательного отдела штаба 3-го Белорусский фронта | красноармеец                         | 27.01.1925 — 01.03.1945                    | [ БС 9 ] [ ГС 31 ] [ НЛ 30 ]    |
| 727   | Моло́диков Михаил Григорьевич                                           | 23.07.1944            | пехота       | командир взвода 1022-го стрелкового полка 269-й стрелковой дивизии 3-й армии 1-го Белорусского фронта | лейтенант                            | 21.11.1902 — 09.11.1981                    | [ БС 9 ] [ ГС 32 ] [ НЛ 31 ]    |
| 728   | Мо́лодов Герман Алексеевич                                              | 10.04.1945            | пехота       | командир батальона 237-го гвардейского стрелкового полка 76-й гвардейской стрелковой дивизии 70-й армии 2-го Белорусского фронта | гвардии майор                        | 18.03.1914 — 29.01.1945                    | [ БС 9 ] [ ГС 33 ] [ НЛ 32 ]    |
| 729   | Молодцо́в Владимир Александрович                                        | 05.11.1944            | нквд         | активный участник партизанской борьбы на Украине, командир подпольной разведывательно-диверсионной группы, действовавшей в оккупированной Одессе и её окрестностях | капитан государственной безопасности | 18.06.1911 — 12.07.1942                    | ——                              |
| 730   | Молодцо́в Дмитрий Семёнович                                             | 10.02.1943            | связисты     | связист взвода связи 270-го стрелкового полка 136-й стрелковой дивизии 67-й армии Ленинградского фронта | красноармеец                         | 1908 — 13.01.1943                          | [ БС 9 ] [ ГС 35 ] [ НЛ 33 ]    |
| 731   | Моло́дчий Александр Игнатьевич укр. Молодчий Олександр Гнатович         | 22.10.1941 31.12.1942 | авиация      | заместитель командира эскадрильи 420-го бомбардировочного авиационного полка 81-й авиационной дивизии дальнего действия Дальнебомбардировочной авиации заместитель командира эскадрильи 2-го гвардейского авиационного полка 3-й авиационной дивизии Авиации дальнего действия | младший лейтенант гвардии капитан    | 27.06.1920 — 09.06.2002                    | [ БС 9 ] [ ГС 36 ] [ НЛ 34 ]    |
| 732   | Моло́дчиков Владимир Николаевич                                         | 23.02.1945            | авиация      | помощник по воздушно-стрелковой службе командира 90-го гвардейского штурмового авиационного полка 4-й гвардейской штурмовой авиационной дивизии 5-го штурмового авиационного корпуса 5-й воздушной армии 2-го Украинского фронта                                               | гвардии капитан                      | 25.05.1914 — 28.05.1962                    | [ БС 10 ] [ ГС 37 ] [ НЛ 35 ]   |
| 733   | Моло́дчинин Алексей Егорович                                            | 24.08.1943            | авиация      | командир эскадрильи 1-го гвардейского истребительного авиационного полка 7-й гвардейской истребительной авиационной дивизии 3-й воздушной армии Калининского фронта | гвардии капитан                      | 05.03.1915 — 18.02.1978                    | [ БС 11 ] [ ГС 38 ] [ НЛ 36 ]   |
| 734   | Молоды́х Павел Петрович                                                 | 24.03.1945            | комиссар     | заместитель по политической части командира батальона 167-го гвардейского стрелкового полка 1-й гвардейской стрелковой дивизии 11-й гвардейской армии 3-го Белорусского фронта                                                                                                 | гвардии капитан                      | 08.03.1915 — 31.12.1997                    | [ БС 11 ] [ ГС 39 ] [ НЛ 37 ]   |
| 735   | Мо́лозев Виктор Фёдорович                                               | 29.06.1945            | авиация      | лётчик 75-го гвардейского штурмового авиационного полка 1-й гвардейской штурмовой авиационной дивизии 1-й воздушной армии 3-го Белорусского фронта | гвардии младший лейтенант            | 01.05.1919 — 25.05.1991                    | [ БС 11 ] [ ГС 40 ] [ НЛ 38 ]   |
| 736   | Мо́локов Василий Сергеевич                                              | 20.04.1934            | авиация      | командир отряда полярной авиации Главного управления Северного морского пути, участник спасения экипажа парохода «Челюскин» | —                                    | 13.02.1895 — 29.12.1982                    | ——                              |
| 737   | Мо́локов Иван Константинович                                            | 16.05.1944            | танкист      | командир взвода средних танков 22-го гвардейского отдельного танкового полка 51-й армии 4-го Украинского фронта | гвардии старший лейтенант            | 24.02.1917 — 18.10.1977                    | [ БС 11 ] [ ГС 42 ] [ НЛ 39 ]   |
| 738   | Молоне́нков Константин Иосифович                                        | 31.05.1945            | артиллерия   | командир батареи 486-го пушечного артиллерийского полка 10-й пушечной артиллерийской бригады 6-й артиллерийской дивизии прорыва РГК в составе 61-й армии 1-го Белорусского фронта                                                                                              | старший лейтенант                    | 01.06.1923 — 09.09.1995                    | [ БС 11 ] [ ГС 43 ] [ НЛ 40 ]   |
| 739   | Молотко́в Владимир Михайлович                                           | 22.02.1944            | артиллерия   | командир взвода управления батареи 849-го артиллерийского полка 294-й стрелковой дивизии 52-й армии 2-го Украинского фронта | лейтенант                            | 29.06.1922 — 12.12.1943                    | [ БС 12 ] [ ГС 44 ] [ НЛ 41 ]   |
| 740   | Молочи́нский Григорий Фёдорович                                         | 19.04.1945            | комиссар     | парторг роты 993-го стрелкового полка 263-й стрелковой дивизии 43-й армии 3-го Белорусского фронта | старший сержант                      | 1910 — 06.04.1945                          | [ БС 13 ] [ ГС 45 ] [ НЛ 42 ]   |
| 741   | Молочко́в Григорий Аксентьевич                                          | 24.03.1945            | пехота       | заместитель по строевой части командира батальона 647-го стрелкового полка 216-й стрелковой дивизии 51-й армии 4-го Украинского фронта | лейтенант                            | 23.03.1923 — 09.05.1944                    | [ БС 13 ] [ ГС 46 ] [ НЛ 43 ]   |
| 742   | Моло́чников Николай Моисеевич                                           | 28.04.1945            | артиллерия   | командир огневого взвода 1658-го истребительно-противотанкового артиллерийского полка 12-й отдельной истребительно-противотанковой артиллерийской бригады РГК в составе войск 2-го Украинского фронта                                                                          | младший лейтенант                    | 23.12.1924 — 25.11.1982                    | [ БС 13 ] [ ГС 47 ] [ НЛ 44 ]   |
| 743   | Молча́нов Алексей Михайлович                                            | 18.08.1945            | авиация      | лётчик 569-го штурмового авиационного полка 199-й штурмовой авиационной дивизии 4-го штурмового авиационного корпуса 4-й воздушной армии 2-го Белорусского фронта | младший лейтенант                    | 29.03.1924 — 03.10.1994                    | [ БС 13 ] [ ГС 48 ] [ НЛ 45 ]   |
| 744   | Молча́нов Василий Михайлович укр. Молчанов Василь Михайлович            | 17.11.1943            | артиллерия   | командир истребительно-противотанковой батареи 51-й гвардейской танковой бригады 6-го гвардейского танкового корпуса 3-й гвардейской танковой армии Воронежского фронта | гвардии капитан                      | 12.01.1909 — 28.12.1989                    | [ БС 13 ] [ ГС 49 ] [ НЛ 46 ]   |
| 745   | Молча́нов Глеб Михайлович                                               | 31.05.1945            | артиллерия   | командир взвода управления 86-й тяжёлой гаубичной артиллерийской бригады 5-й артиллерийской дивизии прорыва 4-го артиллерийского корпуса прорыва РГК в составе 3-й ударной армии 1-го Белорусского фронта                                                                      | лейтенант                            | 04.10.1923 — 13.07.2002                    | [ БС 13 ] [ ГС 50 ] [ НЛ 47 ]   |
| 746   | Молча́нов Евгений Михайлович                                            | 01.11.1943            | пехота       | заместитель командира пулемётного отделения 223-го гвардейского стрелкового полка 78-й гвардейской стрелковой дивизии 7-й гвардейской армии Воронежского фронта | гвардии красноармеец                 | 20.12.1924 — 06.07.1943                    | [ БС 14 ] [ ГС 51 ] [ НЛ 48 ]   |
| 747   | Молча́нов Николай Сергеевич                                             | 27.02.1945            | танкист      | командир танковой роты 50-й гвардейской танковой бригады 9-го гвардейского танкового корпуса 2-й гвардейской танковой армии 1-го Белорусского фронта | гвардии капитан                      | 20.11.1916 — 16.12.1976                    | [ БС 15 ] [ ГС 52 ] [ НЛ 49 ]   |
| 748   | Моманд Абдул Ахад пушту عبدالاحد مومند‎                                 | 07.09.1988            | космонавт    | космонавт-исследователь космического корабля «Союз ТМ-6» («Союз ТМ-5») и орбитального научно-исследовательского комплекса «Мир» | капитан                              | род. 01.01.1959                            | ——                              |
| 749   | Момышулы Бауыржан (Момышулы Баурджан) каз. Момышұлы Бауыржан           | 11.12.1990            | пехота       | командир 19-го гвардейского стрелкового полка 8-й гвардейской стрелковой дивизии 16-й армии Западного фронта | гвардии капитан                      | 06.01.1911 — 10.06.1982                    | ——                              |
| 750   | Мо́нчак Мефодий Степанович укр. Мончак Мефодій Степанович               | 24.12.1943            | артиллерия   | заместитель по строевой службе командира 4-го гвардейского истребительно-противотанкового артиллерийского полка РГК в составе 38-й армии Воронежского фронта | гвардии капитан                      | 16.05.1915 — 17.01.1944                    | [ БС 15 ] [ ГС 55 ] [ НЛ 50 ]   |
| 751   | Морго́ев Бек Хаджимусаевич осет. Моргуаты Бек                           | 03.06.1944            | инженер      | командир отделения 73-го отдельного штурмового инженерно-сапёрного батальона 15-й штурмовой инженерно-сапёрной бригады РГК в составе 47-й армии Воронежского фронта | сержант                              | 25.06.1915 — 05.11.1978                    | [ БС 15 ] [ ГС 56 ] [ НЛ 51 ]   |
| 752   | Моргу́н Николай Иванович укр. Моргун Микола Іванович                    | 30.10.1943            | артиллерия   | командир миномётного взвода 568-го стрелкового полка 149-й стрелковой дивизии 65-й армии Центрального фронта | старший лейтенант                    | 28.01.1914 — 06.06.1986                    | [ БС 15 ] [ ГС 57 ] [ НЛ 52 ]   |
| 753   | Моргуне́нко Владимир Степанович укр. Моргуненко Володимир Степанович    | 01.07.1958            | партизан     | активный участник партизанской борьбы на Украине, организатор и руководитель подпольной комсомольской организации «Партизанская искра» | —                                    | 12.10.1905 — 28.02.1943                    | ——                              |
| 754   | Моргуно́в Сергей Николаевич                                             | 15.05.1946            | авиация      | командир эскадрильи 15-го истребительного авиационного полка 278-й истребительной авиационной дивизии 3-го истребительного авиационного корпуса 16-й воздушной армии 1-го Белорусского фронта                                                                                  | лейтенант                            | 30.11.1918 — 19.07.1946                    | [ БС 15 ] [ ГС 59 ] [ НЛ 53 ]   |
| 755   | Моргуно́в Юрий Васильевич                                               | 04.02.1944            | авиация      | лётчик 48-го гвардейского отдельного авиационного полка дальних разведчиков Главного Командования ВВС Красной Армии | гвардии младший лейтенант            | 17.08.1921 — 23.10.2003                    | [ БС 15 ] [ ГС 60 ] [ НЛ 54 ]   |
| 756   | Морда́кин Николай Иванович                                              | 27.02.1945            | пехота       | командир отделения 1285-го стрелкового полка 60-й стрелковой дивизии 47-й армии 1-го Белорусского фронта | сержант                              | 12.12.1922 — 06.10.1985                    | [ БС 18 ] [ ГС 61 ] [ НЛ 55 ]   |
| 757   | Морда́сов Иван Андреевич                                                | 30.10.1943            | комиссар     | комсорг батальона 685-го стрелкового полка 193-й стрелковой дивизии 65-й армии Центрального фронта | младший лейтенант                    | 07.06.1923 — 18.10.1943                    | [ БС 19 ] [ ГС 62 ] [ НЛ 56 ]   |
| 758   | Мордви́нцев Сергей Анисимович                                           | 24.03.1945            | пехота       | командир взвода 125-го стрелкового полка 6-й стрелковой дивизии 53-й армии 2-го Украинского фронта | младший лейтенант                    | 27.02.1900 — 21.04.1963                    | [ БС 19 ] [ ГС 63 ] [ НЛ 57 ]   |
| 759   | Мордвя́нников Михаил Степанович                                         | 19.04.1945            | инженер      | командир отделения 175-го отдельного сапёрного батальона 126-й стрелковой дивизии 43-й армии 3-го Белорусского фронта | старший сержант                      | 25.11.1925 — 23.03.1977                    | [ БС 19 ] [ ГС 64 ] [ НЛ 58 ]   |
| 760   | Мо́рдин Василий Александрович                                           | 24.07.1943            | авиация      | пилот 40-го авиационного полка 63-й бомбардировочной авиационной бригады ВВС Черноморского флота | капитан                              | 18.04.1918 — 08.07.1949                    | [ БС 19 ] [ ГС 65 ] [ НЛ 59 ]   |
| 761   | Мо́рев Николай Николаевич                                               | 17.11.1943            | артиллерия   | командир миномётного расчёта 69-й механизированной бригады 9-го механизированного корпуса 3-й гвардейской танковой армии Воронежского фронта | младший сержант                      | 25.07.1917 — 05.08.1997                    | [ БС 19 ] [ ГС 66 ] [ НЛ 60 ]   |
| 762   | Мо́рин Фёдор Васильевич                                                 | 08.05.1965            | пограничник  | начальник 17-й пограничной заставы 91-го пограничного отряда Украинского пограничного округа войск НКВД | лейтенант                            | 23.12.1917 — 22.06.1941                    | ——                              |
| 763   | Морко́вин Михаил Васильевич                                             | 29.10.1943            | инженер      | командир 616-го отдельного сапёрного батальона 337-й стрелковой дивизии 40-й армии Воронежского фронта | майор                                | 14.12.1920 — 14.12.1989                    | [ БС 19 ] [ ГС 68 ] [ НЛ 61 ]   |
| 764   | Морко́вский Вениамин Яковлевич (Марковский Вениамин Яковлевич)          | 15.01.1944            | пехота       | стрелок 215-го гвардейского стрелкового полка 77-й гвардейской стрелковой дивизии 61-й армии Центрального фронта | гвардии красноармеец                 | 29.09.1924 — 03.10.1943                    | [ БС 19 ] [ ГС 69 ] [ НЛ 62 ]   |
| 765   | Моро́з Аксентий Игнатьевич укр. Мороз Оксентій Гнатович                 | 26.10.1943            | артиллерия   | командир отделения миномётной роты 702-го стрелкового полка 213-й стрелковой дивизии 7-й гвардейской армии Степного фронта | сержант                              | 1914 — 28.05.1969                          | [ БС 20 ] [ ГС 70 ] [ НЛ 63 ]   |
| 766   | Моро́з Даниил Ефимович укр. Мороз Данило Юхимович                       | 26.09.1944            | артиллерия   | командир батареи 1493-го самоходного артиллерийского полка 11-го танкового корпуса 1-го Белорусского фронта | старший лейтенант                    | 10.07.1910 — 09.03.2002                    | [ БС 20 ] [ ГС 71 ] [ НЛ 64 ]   |
| 767   | Моро́з Евгений Евдокимович укр. Мороз Євген Євдокимович                 | 17.11.1939            | танкист      | командир танкового взвода 4-го отдельного танкового батальона 11-й лёгкой танковой бригады 1-й армейской группы | лейтенант                            | 28.07.1904 — 05.12.1970                    | ——                              |
| 768   | Моро́з Иван Михайлович укр. Мороз Іван Михайлович                       | 07.05.1965            | генерал      | 1-й заместитель Политуправления Прибалтийского военного округа | генерал-майор авиации                | 10.06.1914 — 07.03.1993                    | ——                              |
| 769   | Моро́з Иван Николаевич укр. Мороз Іван Миколайович                      | 24.03.1945            | танкист      | командир танкового батальона 41-й танковой бригады 5-го танкового корпуса 2-го Прибалтийского фронта | капитан                              | 14.04.1921 — 28.07.1944                    | [ БС 20 ] [ ГС 74 ] [ НЛ 65 ]   |
| 770   | Моро́з Николай Никифорович укр. Мороз Микола Никифорович                | 27.06.1945            | артиллерия   | командир миномётного взвода 175-го гвардейского стрелкового полка 58-й гвардейской стрелковой дивизии 5-й гвардейской армии 1-го Украинского фронта | гвардии лейтенант                    | 28.12.1924 — 23.05.1971                    | [ БС 21 ] [ ГС 75 ] [ НЛ 66 ]   |
| 771   | Моро́з Терентий Филиппович укр. Мороз Терентій Пилипович                | 10.04.1945            | артиллерия   | командир орудия 258-го лёгкого артиллерийского полка 200-й отдельной лёгкой артиллерийской бригады 4-й танковой армии 1-го Украинского фронта | сержант                              | 10.11.1924 — 24.03.2006                    | [ БС 22 ] [ ГС 76 ] [ НЛ 67 ]   |
| 772   | Морозе́нко Михаил Алексеевич                                            | 27.02.1945            | пехота       | командир роты 177-го гвардейского стрелкового полка 60-й гвардейской стрелковой дивизии 5-й ударной армии 1-го Белорусского фронта | гвардии старший лейтенант            | 20.11.1911 — 26.08.1972                    | [ БС 22 ] [ ГС 77 ] [ НЛ 68 ]   |
| 773   | Моро́зов Анатолий Афанасьевич                                           | 27.03.1942            | авиация      | командир звена 4-го истребительного авиационного полка 20-й смешанной авиационной дивизии 9-й армии Южного фронта | старший лейтенант                    | 04.06.1916 — 18.06.1944                    | [ БС 22 ] [ ГС 78 ] [ НЛ 69 ]   |
| 774   | Моро́зов Арсений Иванович                                               | 23.02.1945            | авиация      | заместитель командира эскадрильи 149-го истребительного авиационного полка 323-й истребительной авиационной дивизии 8-го истребительного авиационного корпуса 4-й воздушной армии 2-го Белорусского фронта                                                                     | старший лейтенант                    | 23.01.1922 — 24.07.1944                    | [ БС 22 ] [ ГС 79 ] [ НЛ 70 ]   |
| 775   | Моро́зов Василий Михайлович                                             | 26.10.1943            | артиллерия   | командир 1846-го истребительно-противотанкового артиллерийского полка 30-й отдельной истребительно-противотанковой артиллерийской бригады РГК в составе 7-й гвардейской армии Степного фронта                                                                                  | майор                                | 25.11.1918 — 21.08.1991                    | [ БС 22 ] [ ГС 80 ] [ НЛ 71 ]   |
| 776   | Моро́зов Василий Павлович                                               | 19.08.1944            | авиация      | командир эскадрильи 20-го гвардейского авиационного полка 3-й гвардейской авиационной дивизии 3-го гвардейского авиационного корпуса Авиации дальнего действия | гвардии майор                        | 10.02.1917 — 04.11.1956                    | [ БС 22 ] [ ГС 81 ] [ НЛ 72 ]   |
| 777   | Моро́зов Василий Фёдорович                                              | 29.06.1945            | пехота       | командир 1227-го стрелкового полка 369-й стрелковой дивизии 70-й армии 2-го Белорусского фронта | гвардии подполковник                 | 05.04.1912 — 11.02.1972                    | [ БС 22 ] [ ГС 82 ] [ НЛ 73 ]   |
| 778   | Моро́зов Василий Фёдорович                                              | 13.09.1944            | пехота       | командир отделения 2-й гвардейской мотострелковой бригады 3-го гвардейского танкового корпуса 5-й гвардейской танковой армии 2-го Украинского фронта | гвардии старшина                     | 23.12.1925 — 08.03.2007                    | [ БС 23 ] [ ГС 83 ] [ НЛ 74 ]   |
| 779   | Моро́зов Владимир Денисович                                             | 31.05.1945            | артиллерия   | командир 207-го пушечного артиллерийского полка 10-й пушечной артиллерийской бригады 6-й артиллерийской дивизии прорыва РГК в составе 47-й армии 1-го Белорусского фронта | полковник                            | 30.08.1918 — 31.10.1988                    | [ БС 24 ] [ ГС 84 ] [ НЛ 75 ]   |
| 780   | Моро́зов Георгий Андрианович                                            | 10.01.1944            | десантники   | разведчик взвода пешей разведки 2-го гвардейского воздушно-десантного полка 3-й гвардейской воздушно-десантной дивизии 60-й армии Центрального фронта | гвардии красноармеец                 | 24.04.1923 — 29.04.1971                    | [ БС 24 ] [ ГС 85 ] [ НЛ 76 ]   |
| 781   | Моро́зов Григорий Константинович                                        | 31.05.1945            | артиллерия   | командир орудия 282-го гвардейского истребительно-противотанкового артиллерийского полка 3-й гвардейской истребительно-противотанковой артиллерийской бригады РГК в составе 2-й гвардейской танковой армии 1-го Белорусского фронта                                            | гвардии старший сержант              | 25.12.1918 — 03.08.1975                    | [ БС 24 ] [ ГС 86 ] [ НЛ 77 ]   |
| 782   | Моро́зов Дмитрий Кузьмич                                                | 24.03.1945            | пехота       | командир 850-го стрелкового полка 277-й стрелковой дивизии 5-й армии 3-го Белорусского фронта | полковник                            | 30.10.1912 — 20.01.1981                    | [ БС 24 ] [ ГС 87 ] [ НЛ 78 ]   |
| 783   | Моро́зов Евгений Тихонович                                              | 10.01.1944            | артиллерия   | командир дивизиона 492-го армейского миномётного полка 38-й армии Воронежского фронта | старший лейтенант                    | 07.01.1915 — 30.09.1996                    | [ БС 24 ] [ ГС 88 ] [ НЛ 79 ]   |
| 784   | Моро́зов Иван Александрович                                             | 21.02.1945            | артиллерия   | командир батареи 940-го артиллерийского полка 370-й стрелковой дивизии 69-й армии 1-го Белорусского фронта | капитан                              | 14.01.1920 — 22.03.2010                    | [ БС 24 ] [ ГС 89 ] [ НЛ 80 ]   |
| 785   | Моро́зов Иван Васильевич                                                | 18.08.1945            | авиация      | командир эскадрильи 569-го штурмового авиационного полка 199-й штурмовой авиационной дивизии 4-го штурмового авиационного корпуса 4-й воздушной армии 2-го Белорусского фронта                                                                                                 | старший лейтенант                    | 10.08.1922 — 20.06.2010                    | [ БС 25 ] [ ГС 90 ] [ НЛ 81 ]   |
| 786   | Моро́зов Иван Дмитриевич                                                | 21.07.1944            | пехота       | командир пулемётного отделения 296-го гвардейского стрелкового полка 98-й гвардейской стрелковой дивизии 7-й армии Карельского фронта | гвардии старшина                     | 03.02.1923 — 26.08.1966                    | [ БС 26 ] [ ГС 91 ] [ НЛ 82 ]   |
| 787   | Моро́зов Иван Иванович                                                  | 13.09.1944            | пехота       | командир батальона 429-го стрелкового полка 52-й стрелковой дивизии 57-й армии 3-го Украинского фронта | лейтенант                            | 06.01.1913 — 06.12.1965                    | [ БС 26 ] [ ГС 92 ] [ НЛ 83 ]   |
| 788   | Моро́зов Иван Иванович                                                  | 21.09.1943            | артиллерия   | командир взвода 868-го истребительно-противотанкового артиллерийского полка РГК в составе войск 40-й армии Воронежского фронта | старший лейтенант                    | 27.12.1913 — 25.08.1997                    | [ БС 26 ] [ ГС 93 ] [ НЛ 84 ]   |
| 789   | Моро́зов Иван Иванович                                                  | 27.06.1945            | авиация      | командир эскадрильи 110-го гвардейского штурмового авиационного полка 6-й гвардейской штурмовой авиационной дивизии 2-го гвардейского штурмового авиационного корпуса 2-й воздушной армии 1-го Украинского фронта                                                              | гвардии капитан                      | 16.01.1922 — 05.02.2003                    | [ БС 26 ] [ ГС 94 ] [ НЛ 85 ]   |
| 790   | Моро́зов Иван Константинович                                            | 16.11.1943            | артиллерия   | командир батареи 11-го артиллерийского полка 73-й стрелковой дивизии 48-й армии Центрального фронта | старший лейтенант                    | 26.12.1923 — 13.08.1943                    | [ БС 26 ] [ ГС 95 ] [ НЛ 86 ]   |
| 791   | Моро́зов Иван Фёдорович                                                 | 23.05.1966            | морской флот | заместитель начальника электромеханической службы по спецэнергоустановкам 3-й дивизии атомных подводных лодок Северного флота | инженер-капитан 2-го ранга           | 03.07.1930 — 04.02.2014                    | ——                              |
| 792   | Моро́зов Константин Степанович                                          | 25.10.1943            | пехота       | командир батальона 71-го стрелкового полка 30-й стрелковой дивизии 47-й армии Воронежского фронта | капитан                              | 18.10.1919 — 11.09.1944                    | [ БС 26 ] [ ГС 97 ] [ НЛ 87 ]   |
| 793   | Моро́зов Лаврентий Ильич                                                | 10.01.1944            | пехота       | командир роты 456-го стрелкового полка 167-й стрелковой дивизии 38-й армии Воронежского фронта | лейтенант                            | 10.08.1905 — 17.12.1997                    | [ БС 27 ] [ ГС 98 ] [ НЛ 88 ]   |
| 794   | Моро́зов Михаил Ильич бел. Марозаў Міхаіл Ільіч                         | 16.10.1943            | артиллерия   | командир батареи 886-го артиллерийского полка 322-й стрелковой дивизии 13-й армии Центрального фронта | старший лейтенант                    | 24.01.1922 — 18.11.1943 (пропал без вести) | [ БС 28 ] [ ГС 99 ] [ НЛ 89 ]   |
| 795   | Моро́зов Михаил Назарович                                               | 10.01.1944            | пехота       | командир 615-го стрелкового полка 167-й стрелковой дивизии 38-й армии 1-го Украинского фронта | майор                                | 22.10.1913 — 01.10.1965                    | [ БС 28 ] [ ГС 100 ] [ НЛ 90 ]  |
| 796   | Моро́зов Николай Николаевич                                             | 04.03.1942            | авиация      | командир эскадрильи 731-го истребительного авиационного полка 148-й истребительной авиационной дивизии Войск ПВО | старший лейтенант                    | 27.12.1916 — 12.06.1947                    | [ БС 28 ] [ ГС 101 ] [ НЛ 91 ]  |
| 797   | Моро́зов Павел Петрович                                                 | 26.10.1943            | артиллерия   | командир огневого взвода 1181-го зенитно-артиллерийского полка 5-й зенитно-артиллерийской дивизии РГК в составе 7-й гвардейской армии Степного фронта | младший лейтенант                    | 1920 — 02.10.1943                          | [ БС 28 ] [ ГС 102 ] [ НЛ 92 ]  |
| 798   | Моро́зов Пётр Андреевич                                                 | 24.03.1945            | морской флот | разведчик отдельной роты разведки 83-й отдельной стрелковой бригады морской пехоты 46-й армии 3-го Украинского фронта | краснофлотец                         | 20.03.1924 — 19.05.1981                    | [ БС 28 ] [ ГС 103 ] [ НЛ 93 ]  |
| 799   | Моро́зов Пётр Иванович                                                  | 27.06.1945            | танкист      | командир танковой роты 53-й гвардейской танковой бригады 6-го гвардейского танкового корпуса 3-й гвардейской танковой армии 1-го Украинского фронта | гвардии лейтенант                    | 01.07.1924 — 26.01.1952                    | [ БС 29 ] [ ГС 104 ] [ НЛ 94 ]  |
| 800   | Моро́зов Семён Григорьевич                                              | 08.05.1965            | партизан     | организатор и руководитель комсомольско-молодёжного подполья Таганрога | —                                    | 25.09.1914 — 23.02.1943                    | ——                              |
| 801   | Моро́зов Сергей Ильич                                                   | 01.11.1943            | авиация      | лётчик 807-го штурмового авиационного полка 206-й штурмовой авиационной дивизии 8-й воздушной армии 4-го Украинского фронта | младший лейтенант                    | 1919 — 23.10.1943                          | [ БС 30 ] [ ГС 106 ] [ НЛ 95 ]  |
| 802   | Моро́зов Тимофей Иванович                                               | 21.02.1944            | артиллерия   | командир противотанковых орудия 173-го стрелкового полка 90-й стрелковой дивизии 2-й ударной армии Ленинградского фронта | старший сержант                      | 20.01.1922 — 07.09.1992                    | [ БС 30 ] [ ГС 107 ] [ НЛ 96 ]  |
| 803   | Моро́зов Фотий Яковлевич                                                | 28.09.1943            | авиация      | временно исполняющий должность заместителя командира эскадрильи 31-го гвардейского истребительного авиационного полка 6-й гвардейской истребительной авиационной дивизии 8-й воздушной армии Южного фронта                                                                     | гвардии старший лейтенант            | 27.12.1919 — 08.01.1984                    | [ БС 30 ] [ ГС 108 ] [ НЛ 97 ]  |
| 804   | Моро́зова Анна Афанасьевна                                              | 08.05.1965            | партизан     | руководитель интернациональной подпольной организации в посёлке Сеща Дубровского района Орловской области | —                                    | 23.05.1921 — 31.12.1944                    | ——                              |
| 805   | Мо́рухов Александр Сергеевич                                            | 22.07.1944            | морской флот | командир отделения трюмных машинистов гвардейской подводной лодки «М-35» 3-го дивизиона 2-й бригады подводных лодок Черноморского флота | гвардии старший краснофлотец         | 23.03.1919 — 22.09.2001                    | [ БС 30 ] [ ГС 110 ] [ НЛ 98 ]  |
| 806   | Мосие́нко Пётр Андреевич укр. Мосієнко Петро Андрійович                 | 31.05.1945            | пехота       | командир отделения роты автоматчиков 140-го гвардейского стрелкового полка 47-й гвардейской стрелковой дивизии 8-й гвардейской армии 1-го Белорусского фронта | гвардии красноармеец                 | 31.07.1924 — 28.01.1998                    | [ БС 31 ] [ ГС 111 ] [ НЛ 99 ]  |
| 807   | Мосие́нко Сергей Иванович укр. Мосієнко Сергій Іванович                 | 18.08.1945            | авиация      | лётчик 11-го отдельного разведывательного авиационного полка 3-й воздушной армии 1-го Прибалтийского фронта | старший лейтенант                    | 27.07.1921 — 24.02.1991                    | [ БС 32 ] [ ГС 112 ] [ НЛ 100 ] |
| 808   | Мо́син Иван Яковлевич                                                   | 17.10.1943            | пехота       | командир пулемётного расчёта 605-го стрелкового полка 132-й стрелковой дивизии 60-й армии Центрального фронта | красноармеец                         | 1923 — 1943                                | [ БС 32 ] [ ГС 113 ] [ НЛ 101 ] |
| 809   | Мо́син Пётр Павлович                                                    | 21.07.1944            | артиллерия   | наводчик орудия 1324-го лёгкого артиллерийского полка 71-й лёгкой артиллерийской бригады 5-й гвардейской артиллерийской дивизии 3-го артиллерийского корпуса прорыва РГК в составе 21-й армии Ленинградского фронта                                                            | сержант                              | 12.07.1911 — 10.05.1987                    | [ БС 32 ] [ ГС 114 ] [ НЛ 102 ] |
| 810   | Москалёв Георгий Николаевич                                            | 24.03.1945            | пехота       | командир пулемётного взвода 176-го гвардейского стрелкового полка 59-й гвардейской стрелковой дивизии 46-й армии 2-го Украинского фронта | гвардии лейтенант                    | 10.09.1925 — 03.03.2011                    | [ БС 32 ] [ ГС 115 ] [ НЛ 103 ] |
| 811   | Москалёв Дмитрий Егорович                                              | 24.03.1945            | пехота       | командир роты 707-го стрелкового полка 215-й стрелковой дивизии 5-й армии 3-го Белорусского фронта | гвардии лейтенант                    | 29.04.1918 — 03.07.2001                    | [ БС 32 ] [ ГС 116 ] [ НЛ 104 ] |
| 812   | Москалёв Николай Касьянович                                            | 23.09.1944            | пехота       | командир отделения 581-го стрелкового полка 151-й стрелковой дивизии 38-й армии 1-го Украинского фронта | сержант                              | 09.05.1925 — 20.04.1944                    | [ БС 32 ] [ ГС 117 ] [ НЛ 105 ] |

| Навигационная таблица | Навигационная таблица              |
| --------------------- | ---------------------------------- |
| «М»                   | Магерамов Мелик — Малка Иван       |
| «М»                   | Малков Георгий — Марков Александр  |
| «М»                   | Марков Алексей — Матросов Алексей  |
| «М»                   | Матросов Вадим — Мельнов Иван      |
| «М»                   | Меляков Василий — Миронов Леонид   |
| «М»                   | Миронов Михаил — Могильчак Иван    |
| «М»                   | Модин Борис — Москалёв Николай     |
| «М»                   | Москаленко Георгий — Мячин Василий |